# Teoretická chemie
Teoretická chemie je obor chemie, který využívá neexperimentální metody k vysvětlení nebo předpovězení chemických jevů. V současné době se jedná hlavně o kvantovou chemii, což je aplikace kvantové mechaniky na chemické problémy. Lze ji zhruba rozdělit na problémy elektronové struktury, dynamiky a statistické mechaniky. Nejnovější oborem teoretické chemie je matematická chemie.
Za počátek teoretické chemie lze považovat formulaci Schrödingerovy rovnice.

## Obory teoretické chemie
- Kvantová chemie - aplikace kvantové mechaniky na chemické jevy
- Počítačová chemie - využití počítačových programů k řešení chemický problémů
- Molekulové modelování
- Molekulová dynamika
- Molekulární mechanika
- Matematická chemie
- Chemická kinetika